# Bundesstraße 96b
Bundesstraße 96b er en bundesstraße der går mellem Borchtitz på Rügen og Fährhafen Sassnitz. 
Vejen starter i Borchtitz og slutter i krydset til Fährhafen Sassnitz, der ligger ved landevejen mellem Sassnitz og Neu Mukran og er 5 km lang.